# Casa Font Llopart
La casa Font Llopart és un edifici de Sitges (Garraf) inclòs a l'Inventari del Patrimoni Arquitectònic de Catalunya.

## Descripció
La casa Font Llopart és un edifici aïllat, de planta baixa, pis, i golfes, amb terrat i torratxa de planta quadrangular. Es troba envoltada per un jardí. S'accedeix a l'habitatge a través d'un porxo amb terrassa superior. La façana principal, de composició simètrica, presenta ala planta baixa tres obertures d'arc de mig punt, la central amb dovelles de pedra. Al primer pis hi ha tres obertures dobles d'arc lobulat amb arrabà d'inspiració àrab. Les golfes es ventilen mitjançant obertures circulars lobulades. L'edifici es corona amb barana de terrat de ceràmica calada. El conjunt es completa amb una tanca decorada amb elements de tipologia modernista.

## Història
A la fitxa dedicada a la casa Font Llopart que figura a l'inventariï de l'Arxiu Històric del Col·legi d'Arquitectes de Catalunya. L'autor Ramon Artigas, atribueix la possible autoria de l'obra a l'arquitecte Elies Rogent Amat, i situa la data de construcció aproximadament cap al 1865. Consultat l'Arxiu Municipal de Sitges no ha estat possible confirmar aquestes adjudicacions per manca de documentació.